# Dubai Tour 2018
Il Dubai Tour 2018, quinta edizione della corsa e valevole come prova dell'UCI Asia Tour 2018 categoria 2.HC, si svolse in cinque tappe dal 6 al 10 febbraio 2018 su un percorso di 841 km, con partenza da Dubai e arrivo a City Walk, negli Emirati Arabi Uniti. La vittoria fu appannaggio dell'italiano Elia Viviani, il quale completò il percorso in 19h05'46", alla media di 44,040 km/h, precedendo il danese Magnus Cort Nielsen e il connazionale Sonny Colbrelli.
Sul traguardo di City Walk 105 ciclisti, su 111 partiti da Dubai, portarono a termine la competizione. 

## Tappe
| Tappa  | Data        | Percorso              | km  | Vincitore di tappa | Leader cl. generale |
| ------ | ----------- | --------------------- | --- | ------------------ | ------------------- |
| 1ª     | 6 febbraio  | Dubai > Palm Jumeirah | 167 | Dylan Groenewegen  | Dylan Groenewegen   |
| 2ª     | 7 febbraio  | Dubai > Ras al-Khaima | 190 | Elia Viviani       | Dylan Groenewegen   |
| 3ª     | 8 febbraio  | Dubai > Fujairah      | 183 | Mark Cavendish     | Elia Viviani        |
| 4ª     | 9 febbraio  | Dubai > Hatta Dam     | 172 | Sonny Colbrelli    | Elia Viviani        |
| 5ª     | 10 febbraio | Dubai > City Walk     | 129 | Elia Viviani       | Elia Viviani        |
| Totale | Totale      | Totale                | 841 |                    |                     |

## Squadre e corridori partecipanti
| N.    | Cod. | Squadra                 |
| ----- | ---- | ----------------------- |
| 1-7   | TKA  | Team Katusha Alpecin    |
| 11-17 | ABS  | Aqua Blue Sport         |
| 21-27 | AST  | Astana Pro Team         |
| 31-37 | TBM  | Bahrain-Merida          |
| 41-47 | BMC  | BMC Racing Team         |
| 51-57 | COF  | Cofidis                 |
| 61-67 | MBE  | Mitchelton-BikeExchange |
| 71-77 | QST  | Quick-Step Floors       |

| N.      | Cod. | Squadra                       |
| ------- | ---- | ----------------------------- |
| 81-87   | RLY  | Rally Cycling                 |
| 91-97   | DDD  | Team Dimension Data           |
| 101-107 | TNN  | Team Novo Nordisk             |
| 111-117 | TLJ  | Team Lotto NL-Jumbo           |
| 121-127 | TFS  | Trek-Segafredo                |
| 131-137 | ARE  | Emirati Arabi Uniti           |
| 141-147 | UAD  | UAE Team Emirates             |
| 151-157 | WIL  | Wilier Triestina-Selle Italia |

## Dettagli delle tappe

### 1ª tappa
- 6 febbraio: Dubai > Palm Jumeirah – 167 km

Risultati
| Pos. | Corridore         | Squadra    | Tempo    |
| ---- | ----------------- | ---------- | -------- |
| 1    | Dylan Groenewegen | Lotto NL   | 3h51'35" |
| 2    | M. Cort Nielsen   | Astana     | s.t.     |
| 3    | Elia Viviani      | Quick-Step | s.t.     |

| Pos. | Corridore         | Squadra    | Tempo    |
| ---- | ----------------- | ---------- | -------- |
| 1    | Dylan Groenewegen | Lotto NL   | 3h51'25" |
| 2    | M. Cort Nielsen   | Astana     | a 4"     |
| 3    | Elia Viviani      | Quick-Step | a 6"     |

### 2ª tappa
- 7 febbraio: Dubai > Ras al-Khaima – 190 km

Risultati
| Pos. | Corridore         | Squadra    | Tempo    |
| ---- | ----------------- | ---------- | -------- |
| 1    | Elia Viviani      | Quick-Step | 4h34'31" |
| 2    | Dylan Groenewegen | Lotto NL   | s.t.     |
| 3    | Riccardo Minali   | Astana     | s.t.     |

| Pos. | Corridore         | Squadra    | Tempo    |
| ---- | ----------------- | ---------- | -------- |
| 1    | Dylan Groenewegen | Lotto NL   | 8h25'50" |
| 2    | Elia Viviani      | Quick-Step | a 2"     |
| 3    | N. Van Hooydonck  | BMC        | a 9"     |

### 3ª tappa
- 8 febbraio: Dubai > Fujairah – 183 km

Risultati
| Pos. | Corridore      | Squadra   | Tempo    |
| ---- | -------------- | --------- | -------- |
| 1    | Mark Cavendish | Dimension | 3h53'46" |
| 2    | Nacer Bouhanni | Cofidis   | s.t.     |
| 3    | Marcel Kittel  | Katusha   | s.t.     |

| Pos. | Corridore        | Squadra    | Tempo     |
| ---- | ---------------- | ---------- | --------- |
| 1    | Elia Viviani     | Quick-Step | 12h19'38" |
| 2    | Mark Cavendish   | Dimension  | a 4"      |
| 3    | N. Van Hooydonck | BMC        | a 7"      |

### 4ª tappa
- 9 febbraio: Dubai > Hatta Dam – 172 km

Risultati
| Pos. | Corridore       | Squadra      | Tempo    |
| ---- | --------------- | ------------ | -------- |
| 1    | Sonny Colbrelli | Bahrain-Mer. | 3h40'50" |
| 2    | M. Cort Nielsen | Astana       | s.t.     |
| 3    | Timo Roosen     | Lotto NL     | s.t.     |

| Pos. | Corridore       | Squadra      | Tempo     |
| ---- | --------------- | ------------ | --------- |
| 1    | Elia Viviani    | Quick-Step   | 16h00'28" |
| 2    | M. Cort Nielsen | Astana       | a 2"      |
| 3    | Sonny Colbrelli | Bahrain-Mer. | a 4"      |

### 5ª tappa
- 10 febbraio: Dubai > City Walk – 129 km

Risultati
| Pos. | Corridore    | Squadra    | Tempo    |
| ---- | ------------ | ---------- | -------- |
| 1    | Elia Viviani | Quick-Step | 3h05'28" |
| 2    | Marco Haller | Katusha    | s.t.     |
| 3    | Adam Blythe  | Aqua Blue  | s.t.     |

| Pos. | Corridore       | Squadra      | Tempo     |
| ---- | --------------- | ------------ | --------- |
| 1    | Elia Viviani    | Quick-Step   | 19h05'46" |
| 2    | M. Cort Nielsen | Astana       | a 12"     |
| 3    | Sonny Colbrelli | Bahrain-Mer. | a 14"     |

## Evoluzione delle classifiche
| Tappa              | Vincitore          | Classifica generale Maglia blu | Classifica a punti Maglia rossa | Classifica giovani Maglia bianca | Classifica sprint intermedi Maglia nero-bianco-verde | Classifica a squadre |
| ------------------ | ------------------ | ------------------------------ | ------------------------------- | -------------------------------- | ---------------------------------------------------- | -------------------- |
| 1ª                 | Dylan Groenewegen  | Dylan Groenewegen              | Dylan Groenewegen               | Dylan Groenewegen                | Daniel Teklehaimanot                                 | Team Novo Nordisk    |
| 2ª                 | Elia Viviani       | Dylan Groenewegen              | Dylan Groenewegen               | Dylan Groenewegen                | Nathan Van Hooydonck                                 | Astana Pro Team      |
| 3ª                 | Mark Cavendish     | Elia Viviani                   | Dylan Groenewegen               | Nathan Van Hooydonck             | Nathan Van Hooydonck                                 | Astana Pro Team      |
| 4ª                 | Sonny Colbrelli    | Elia Viviani                   | Elia Viviani                    | Magnus Cort Nielsen              | Nathan Van Hooydonck                                 | BMC Racing Team      |
| 5ª                 | Elia Viviani       | Elia Viviani                   | Elia Viviani                    | Magnus Cort Nielsen              | Quentin Valognes                                     | BMC Racing Team      |
| Classifiche finali | Classifiche finali | Elia Viviani                   | Elia Viviani                    | Magnus Cort Nielsen              | Quentin Valognes                                     | BMC Racing Team      |

## Classifiche finali

### Classifica generale - Maglia blu
| Pos. | Corridore          | Squadra      | Tempo     |
| ---- | ------------------ | ------------ | --------- |
| 1    | Elia Viviani       | Quick-Step   | 19h05'46" |
| 2    | M. Cort Nielsen    | Astana       | a 12"     |
| 3    | Sonny Colbrelli    | Bahrain-Mer. | a 14"     |
| 4    | N. Van Hooydonck   | BMC          | a 17"     |
| 5    | Loïc Vliegen       | BMC          | a 18"     |
| 6    | Nacer Bouhanni     | Cofidis      | s.t.      |
| 7    | Timo Roosen        | Lotto NL     | a 20"     |
| 8    | Jempy Drucker      | BMC          | a 24"     |
| 9    | Alexander Kristoff | UAE          | s.t.      |
| 10   | Rick Zabel         | Katusha      | s.t.      |

### Classifica a punti - Maglia rossa
| Pos. | Corridore         | Squadra      | Punti |
| ---- | ----------------- | ------------ | ----- |
| 1    | Elia Viviani      | Quick-Step   | 71    |
| 2    | M. Cort Nielsen   | Astana       | 43    |
| 3    | Dylan Groenewegen | Lotto NL     | 42    |
| 4    | Sonny Colbrelli   | Bahrain-Mer. | 40    |
| 5    | Mark Cavendish    | Dimension    | 33    |

### Classifica sprint intermedi - Maglia bianco-nero-verde
| Pos. | Corridore         | Squadra      | Punti |
| ---- | ----------------- | ------------ | ----- |
| 1    | Quentin Valognes  | Novo Nor.    | 14    |
| 2    | N. Van Hooydonck  | BMC          | 12    |
| 3    | Simone Bevilacqua | Wilier       | 12    |
| 4    | Loïc Vliegen      | BMC          | 10    |
| 5    | Sun Xiaolong      | BikeExchange | 10    |

### Classifica giovani - Maglia bianca
| Pos. | Corridore        | Squadra  | Tempo     |
| ---- | ---------------- | -------- | --------- |
| 1    | M. Cort Nielsen  | Astana   | 19h05'58" |
| 2    | N. Van Hooydonck | BMC      | a 5"      |
| 3    | Loïc Vliegen     | BMC      | a 6"      |
| 4    | Timo Roosen      | Lotto NL | a 8"      |
| 5    | Rick Zabel       | Katusha  | a 12"     |

### Classifica a squadre
| Pos. | Squadra              | Tempo     |
| ---- | -------------------- | --------- |
| 1    | BMC Racing Team      | 57h18'30" |
| 2    | Team Katusha Alpecin | a 44"     |
| 3    | UAE Team Emirates    | a 1'15"   |
| 4    | Team Lotto NL-Jumbo  | a 2'17"   |
| 5    | Quick-Step Floors    | a 2'25"   |